# Fiandra reale

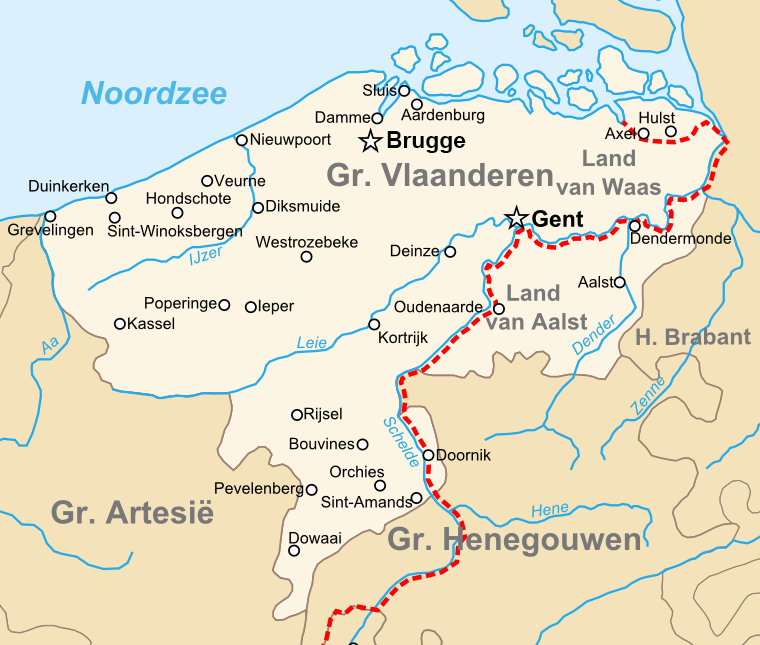
Carta topografica della Contea delle Fiandre nel XIV secolo, raffigurante il confine del Regno di Francia. Le Fiandre reali si trovano a ovest di questo confine.

Con Fiandra reale (in olandese Kroon-Vlaanderen, in francese Flandre royale) si individuano i feudi dei conti delle Fiandre sotto la giurisdizione del Regno di Francia, in contrasto con la Fiandra imperiale che costituiva la parte minoritaria della Contea delle Fiandre che ricadeva sotto la giurisdizione del Sacro Romano Impero. La Fiandra reale era costituita dal primo nucleo dei feudi della casa di Fiandra, e si trovava sulla riva sinistra della Schelda, di cui il re di Francia era sovrano.
Entrambe le parti delle Fiandre passarono sotto il dominio del duca Filippo II di Borgogna nel 1384. Con la morte di Carlo il Temerario e l'estinzione della linea di successione, nel 1477, la contea passò al genero Massimiliano d'Asburgo, figlio dell'imperatore Federico III. Nella guerra di successione borgognona, il re Luigi XI di Francia tentò invano di far valere i suoi diritti feudali nelle Fiandre reali. Con il trattato di Madrid firmato nel 1526, la Francia rinunciò a tutte le rivendicazioni sulle Fiandre.